# Lipno (gmina w województwie wielkopolskim)
Lipno – gmina wiejska w województwie wielkopolskim, w powiecie leszczyńskim. W latach 1975–1998 gmina położona była w województwie leszczyńskim.
Siedziba gminy to Lipno.
Według danych z 31 marca 2011 gmina liczyła 6769 mieszkańców.
W Lipnie działa klub piłkarski Orzeł Lipno w sezonie 2009/10 gra w B-klasie (najwyższa liga: A-klasa okręgu leszczyńskiego, wywalczona w sezonie 2005/2006).

## Struktura powierzchni
Według danych z roku 2002 gmina Lipno ma obszar 103,43 km², w tym:
- użytki rolne: 71%
- użytki leśne: 21%

Gmina stanowi 12,85% powierzchni powiatu.

## Demografia

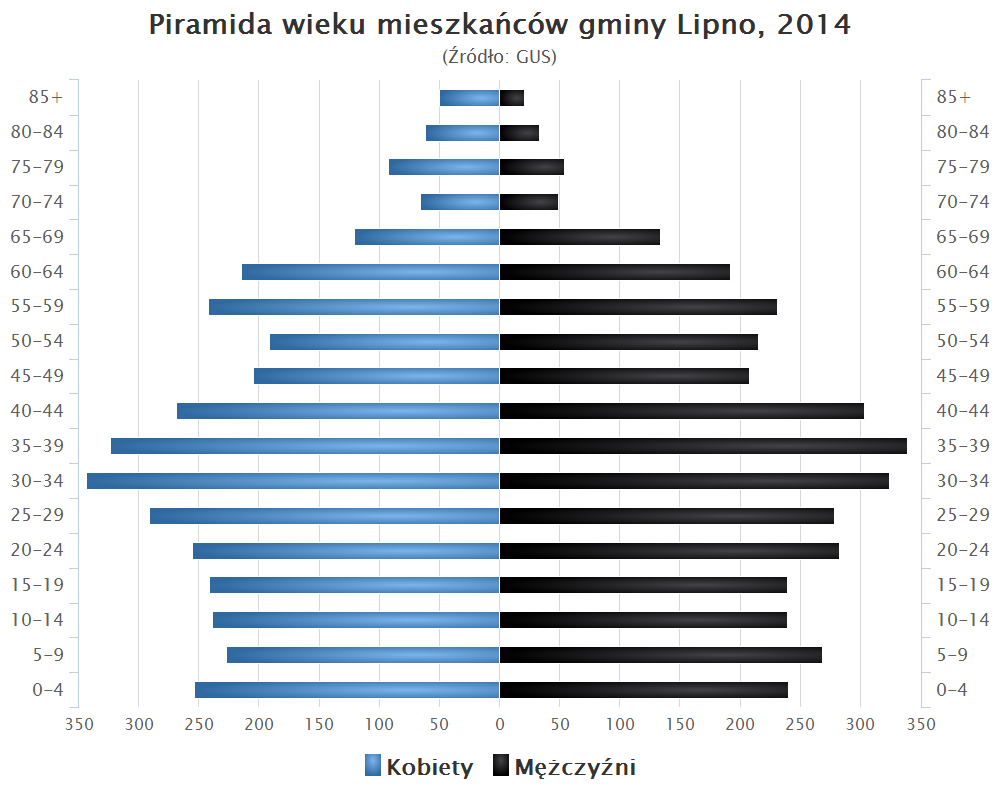
Piramida wieku mieszkańców gminy Lipno w 2014 roku

Dane z 30 czerwca 2004:
| Opis                              | Ogółem | Ogółem | Kobiety | Kobiety | Mężczyźni | Mężczyźni |
| --------------------------------- | ------ | ------ | ------- | ------- | --------- | --------- |
| jednostka                         | osób   | %      | osób    | %       | osób      | %         |
| populacja                         | 5597   | 100    | 2794    | 49,9    | 2803      | 50,1      |
| gęstość zaludnienia (mieszk./km²) | 54,1   | 54,1   | 27      | 27      | 27,1      | 27,1      |

## Sołectwa
Goniembice, Górka Duchowna, Gronówko, Klonówiec, Koronowo, Lipno, Mórkowo, Radomicko, Ratowice, Smyczyna, Sulejewo, Targowisko, Wilkowice, Wyciążkowo, Żakowo.

## Miejscowości bez statusu sołectwa
Błotkowo, Boża Pomoc, Janopol, Karolewko, Maryszewice, Smyczyna (osada), Wilkowo-Gaj.

## Rezerwaty przyrody
Rezerwat przyrody Dolinka w Goniembicach

## Sąsiednie gminy
Leszno, Osieczna, Śmigiel, Święciechowa, Włoszakowice